# Lyø
Lyø – duńska wyspa leżąca na południe od Fionii, na cieśninie Mały Bełt, niedaleko miasta Faaborg oraz wyspy Avernakø, z którymi łączy ją połączenie promowe.

## Krótki opis
Administracyjnie wyspa należy do okręgu Fionii.
- powierzchnia: 6,0 km²
- ludność: 99 mieszkańców (1.1.2017)[1]
- gęstość zaludnienia: 16,5 osoby/km²

Na wyspie znajduje się kościół protestancki wybudowany około 1640 roku z zabytkowymi organami.

## Demografia
- Wykres liczby ludności Lyø na przestrzeni ostatniego stulecia

źródło: Duński Urząd Statystyczny